# În suburbii
În suburbii (titlu original: Banlieue 13) este un film francez de acțiune lansat în 2004, regizat de Pierre Morel și produs de Luc Besson.  A fost filmat la studiourile MediaPro din Buftea.
Filmul este vestit pentru ilustrarea sportului parkour, care a permis realizarea cascadoriilor fără sfori sau trucaje realizate pe computer. Unul din personajele principale este interpretat de David Belle, inventatorul parkour. 

## Distribuție
- David Belle în rolul lui Leïto
- Cyril Raffaelli în rolul lui Damien Tomaso
- Tony D'Amario în rolul lui K2
- Dany Verissimo în rolul lui Lola
- Bibi Naceri în rolul lui Taha
- François Chattot în rolul lui Krüger
- Nicolas Woirion în rolul lui Corsini
- Patrick Olivier în rolul lui Le Colonel